# Gian Antonio Stella
Gian Antonio Stella (Asolo, 15 marzo 1953) è un giornalista e scrittore italiano.

## Biografia
È nato ad Asolo (TV), dove il padre insegnava, da una famiglia originaria di Asiago. Ha vissuto a Vicenza dove ha frequentato il Liceo ginnasio Antonio Pigafetta.
Inviato ed editorialista del Corriere della Sera, dopo essersi occupato di cronaca romana ed interni ed essere stato inviato nell'Italia nord-orientale, scrive di politica, cronaca e costume ormai da molti anni.
Nel 2007 ha pubblicato La casta, scritto con Sergio Rizzo che, con oltre 1 300 000 copie vendute e ben 24 edizioni è stato uno dei libri più venduti di quell'anno e la pubblicazione più importante della sua carriera.
Tra i suoi libri più famosi:
- L'Orda, in cui parla dell'ostilità che per decenni accolse gli emigranti italiani all'estero che erano talvolta soprannominati con Tschingg, un'espressione spregiativa in tedesco[1];
- Schei, un'indagine sul Nordest d'Italia, il cui titolo in Veneto significa “soldi”;
- La deriva, ancora con Rizzo, che denuncia prima della grande crisi i temi del declino italiano;
- Negri, froci, giudei & co. L’eterna guerra contro l’altro, un libro sul razzismo salutato da Claudio Magris come “un potente, ferocemente ilare e doloroso dizionario o prontuario universale di tutte le ingiurie, odi e pregiudizi nei confronti del diverso d'ogni genere”[2].

Nel 2005 ha esordito nella narrativa con il romanzo Il maestro magro.
Il suo penultimo saggio è I misteri di via dell'Amorino pubblicato da Rizzoli nel 2012.
Nell'ambiente giornalistico è soprannominato "Zio Gas", dalle iniziali del nome e cognome.
Ha condotto alcune puntate di Faccia a faccia, trasmissione di Radio3.

## Premi e riconoscimenti
- Premiolino, 1994;
- Premio Letterario città di Palmi, 1996;
- Premio Ischia, 1997;
- Premio È giornalismo, 1998;
- Premio Barzini, 2001;
- Premio Mario Francese, 2003;
- Premio giornalistico Archivio Disarmo "Colombe d'Oro per la Pace" 2003;[4]
- Premio Val di Sole - per un giornalismo trasparente, 2004;
- Premio Otto d'Asburgo per il giornalismo, 2005;
- Premio Fregene per la narrativa con il romanzo «Il maestro magro», 2005;
- Premio Letterario La Tore Isola d'Elba, 2008
- Premio Columnistas del mundo vinto insieme con Sergio Rizzo, 2008;
- Premio Montanelli, 2009
- Premio Santa Margherita Ligure, 2012
- Premio giornalistico Hrant Dink 2012
- Premio giornalistico Funtana Elighe, sezione "Peppino Fiori" per il giornalismo d'inchiesta, Silanus (NU), 2014;

## Opere

### Saggi

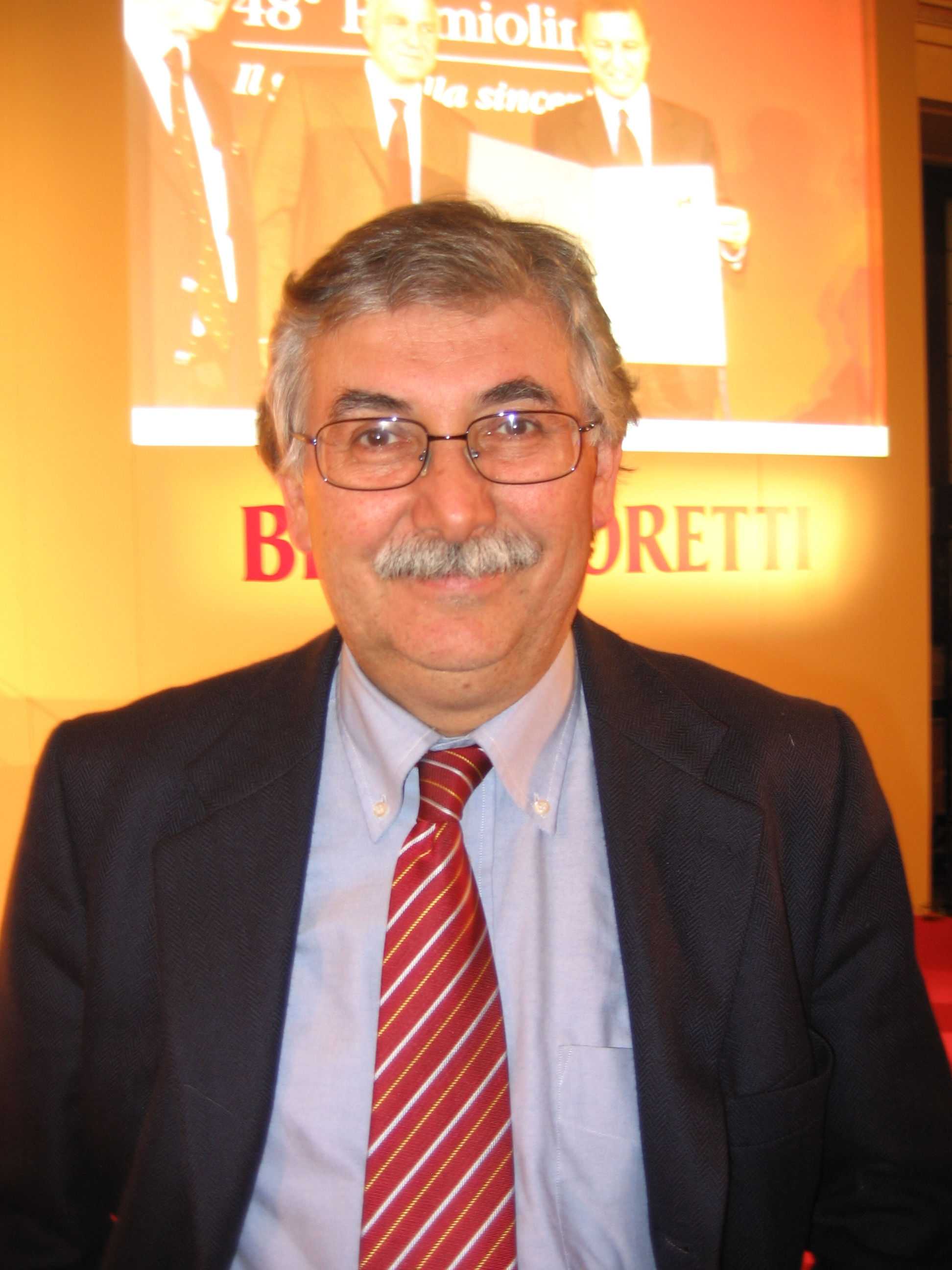
Gian Antonio Stella alla premiazione del Premiolino 2009

- Che ve ne sembra dei comunisti? Gli italiani che contano parlano del PCI, a cura di e con Francesco Cevasco, Massimo Donelli, Renzo Rosati, Milano, Elle, 1977.
- Giordania, foto di Alessandro Savella, contributi di Igor Man, Sabatino Moscati e Sergio Noja Noseda, Edizioni Multigraf, 1992.
- Schei. Dal boom alla rivolta. Il mitico Nordest, Milano, Baldini & Castoldi, 1996, ISBN 88-8089-147-2.
- Dio Po. Gli uomini che fecero la Padania, Milano, Baldini & Castoldi, 1996, ISBN 88-8089-200-2.
- Lo spreco. Italia. Come buttare via due milioni di miliardi, Milano, Baldini & Castoldi, 1998, ISBN 88-8089-445-5.
- Chic. Viaggio tra gli italiani che hanno fatto i soldi, Milano, Mondadori, 2000, ISBN 88-04-47869-1.
- Tribù. Foto di gruppo con Cavaliere, Milano, Mondadori, 2001, ISBN 88-04-49736-X.
- L'orda. Quando gli albanesi eravamo noi , Milano, Rizzoli, 2002, ISBN 88-17-87097-8; Milano, BUR, 2003, ISBN 88-17-10807-3.
- Brutta gente. Il razzismo anti-italiano, con Emilio Franzina, in Storia dell'emigrazione italiana, II, Arrivi, Roma, Donzelli, 2002, ISBN 88-7989-719-5.
- Odissee. Italiani sulle rotte del sogno e del dolore, Milano, Rizzoli, 2004, ISBN 88-17-00361-1.
- Sogni e fagotti. Immagini, parole e canti degli emigranti italiani, con Maria Rosaria Ostuni, con CD, Milano, Rizzoli libri illustrati, 2005, ISBN 88-17-00924-5.
- Tribù S.p.A. Foto di gruppo con Cavaliere bis, Milano, Feltrinelli, 2005, ISBN 88-07-17111-2.
- Avanti popolo. Figure e figuri del nuovo potere italiano, Milano, Rizzoli, 2006, ISBN 88-17-01379-X.
- La nave della Sila. Guida al Museo narrante dell'emigrazione, con Vito Teti, Soveria Mannelli, Rubbettino, 2006, ISBN 88-498-1493-3.
- La casta. Così i politici italiani sono diventati intoccabili, con Sergio Rizzo, Milano, Rizzoli, 2007, ISBN 978-88-17-01714-5.
- La deriva. Perché l'Italia rischia il naufragio, con Sergio Rizzo, Milano, Rizzoli, 2008, ISBN 978-88-17-02562-1.
- Negri, froci, giudei & co. L'eterna guerra contro l'altro, Milano, Rizzoli, 2009. ISBN 978-88-17-03734-1.
- Il viaggio più lungo. L'odissea dei migranti italiani, con DVD, Milano, Rizzoli, 2010. ISBN 978-88-17-04159-1.
- La educación de la clase política en Europa, con Sergio Rizzo, in Los laberintos de la educación, Barcelona, Gedisa, 2011.
- Vandali. L'assalto alle bellezze d'Italia, con Sergio Rizzo, Collana Saggi italiani, Milano, Rizzoli, 2011, ISBN 978-88-17-05027-2.
- Licenziare i padreterni. L'Italia tradita dalla casta, con Sergio Rizzo, Milano, Rizzoli, 2011, ISBN 978-88-17-05402-7.
- Così parlò il Cavaliere. Nuovo dizionario del berlusconismo spinto, con Sergio Rizzo, Milano, Rizzoli, 2011, ISBN 978-88-17-05550-5.
- Bogoeti cinesi, racconto nel libro collettivo Viaggio in Oriente con Eraldo Affinati, Camilla Baresani, Renato Martinoni, Jarmila Ockayova, Lorenzo Pavolini, Sandra Petrignani, Giovanni Porzio, Hong Ying, Ning Ken, Xu Xiaobin, 2012.
- Il crollo. I politici dall'impunità al linciaggio. Una stagione senza vie di mezzo, in Mani pulite: 1992-2012. L'inchiesta che ha cambiato l'Italia, vol. I, Le parole, Milano, Corriere della Sera, 2012.
- Ciclone Grillo, genesi e ascesa di un movimento, con Francesco Alberti, Emanuele Buzzi, Aldo Grasso, Marco Imarisio, Sergio Rizzo e Monica Zicchiero, Milano, RCS MediaGroup, Divisione quotidiani, 2013.
- Se muore il Sud, con Sergio Rizzo, Collana Fuochi, Milano, Feltrinelli, 2013, ISBN 978-88-07-07032-7.
- Bolli, sempre bolli, fortissimamente bolli. La guerra infinita alla burocrazia, Collana Serie bianca, Milano, Feltrinelli, 2014, ISBN 978-88-07-17284-7.
- Diversi. La lunga battaglia dei disabili per cambiare la strada, Collana Saggi, Milano, Solferino, 2019, ISBN 978-88-282-0035-2.
- Venezia e il fuoco. Cronaca documentata degli incendi a Venezia, Lineadacqua, 2019, ISBN 978-88-320-6615-9.
- Battaglie perse. Montanelli ambientalista rimosso, Milano, Solferino, 2021, ISBN 978-88-282-0731-3.

### Narrativa
- Il maestro magro, Collana Scala italiani, Milano, Rizzoli, 2005, ISBN 978-88-170-0093-2.
- La bambina, il pugile, il canguro, Milano, Rizzoli, 2007, ISBN 978-88-17-01951-4.
- Carmine Pascià (che nacque buttero e morì beduino), Milano, Rizzoli, 2008, ISBN 978-88-17-02733-5.
- I misteri di via dell'Amorino, Milano, Rizzoli, 2012, ISBN 978-88-17-06279-4.

## Spettacoli teatrali
Con Gualtiero Bertelli e la Compagnia delle Acque:
- L'Orda, storie, canti e immagini di emigranti[6]
- Odissee. Italiani sulle rotte del sogno e del dolore
- I banditi della libertà
- Maledette suffragette
- Il maestro magro
- Tribù Show (con Antonio Albanese e poi con Marco Paolini)
- Aqua (con Moni Ovadia e Natalino Balasso)
- Radici (Raise) (con Marco Paolini, Mario Brunello, Moni Ovadia, Natalino Balasso)
- Razze (con Bebo Storti, Alexian, Pap Kouma)
- Negri, froci, giudei & co.
- Un paese di gente perbene (con Bebo Storti)
- Epopee dimenticate. Risorgimento ed emigrazione
- Vandali

Altri:
- La tavola e il potere
- Bolli, sempre bolli, fortissimamente bolli (con Natalino Balasso)